# 노테치강

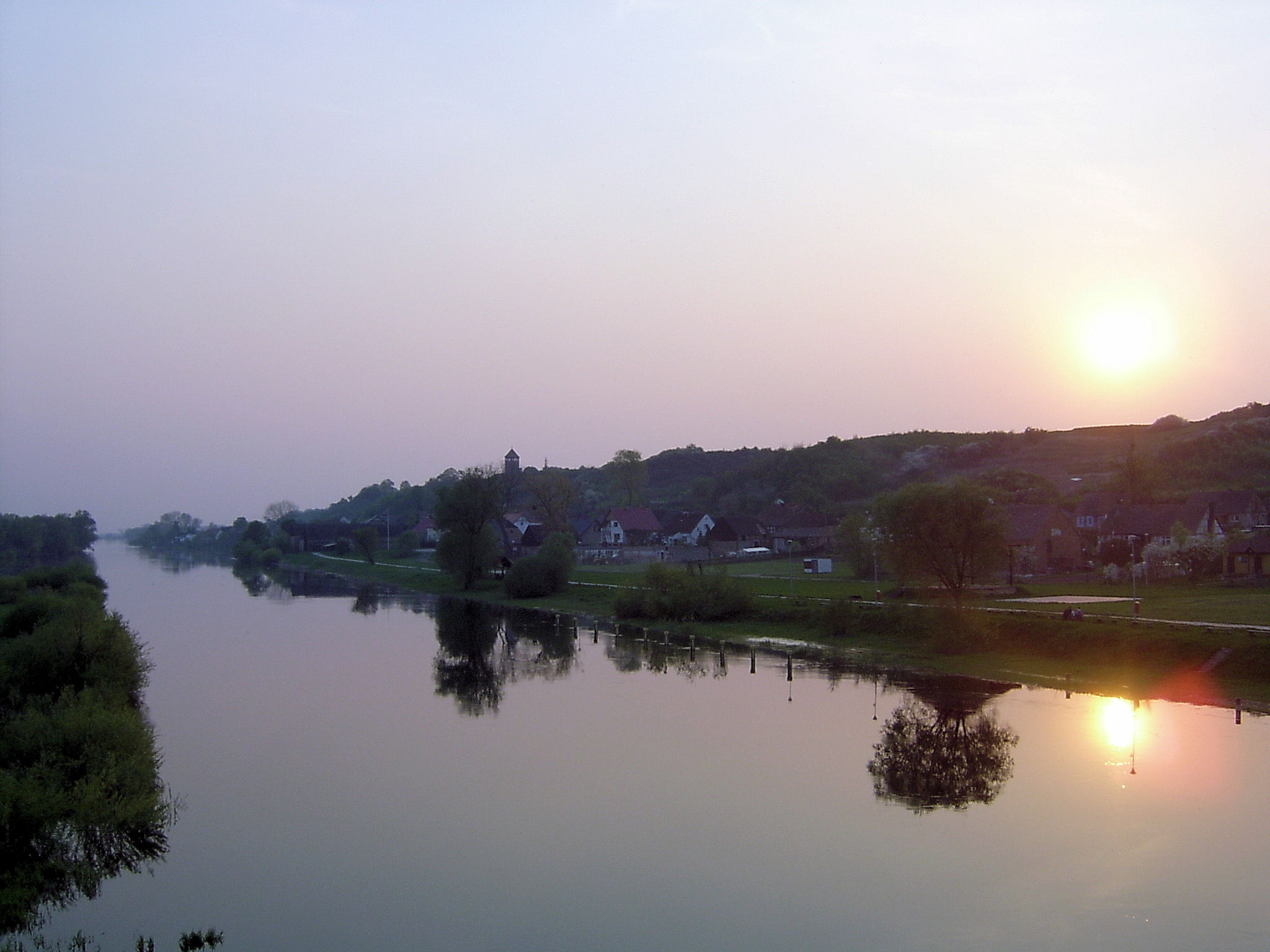
노테치강

노테치강(폴란드어: Noteć)은 폴란드 중부의 강이다. 총 길이는 391 km (243 mi)로, 폴란드에서 7번째로 긴 강이다. 유역 면적은 17,302 km2 (6,680 mi2)이다. 바르타강의 큰 지류이며 폴란드 내에서만 흐른다.